# SamTrans
SamTrans，全稱為聖馬刁郡運輸委員會（英語：San Mateo County Transit District）是位在美國加州舊金山灣區的聖馬刁郡的公共運輸管理及營運單位。其服務範圍主要是聖布魯諾山東側的聖馬刁郡，並延伸到舊金山與帕羅奧圖；太平洋側的服務則較有限。

## 巴士服務

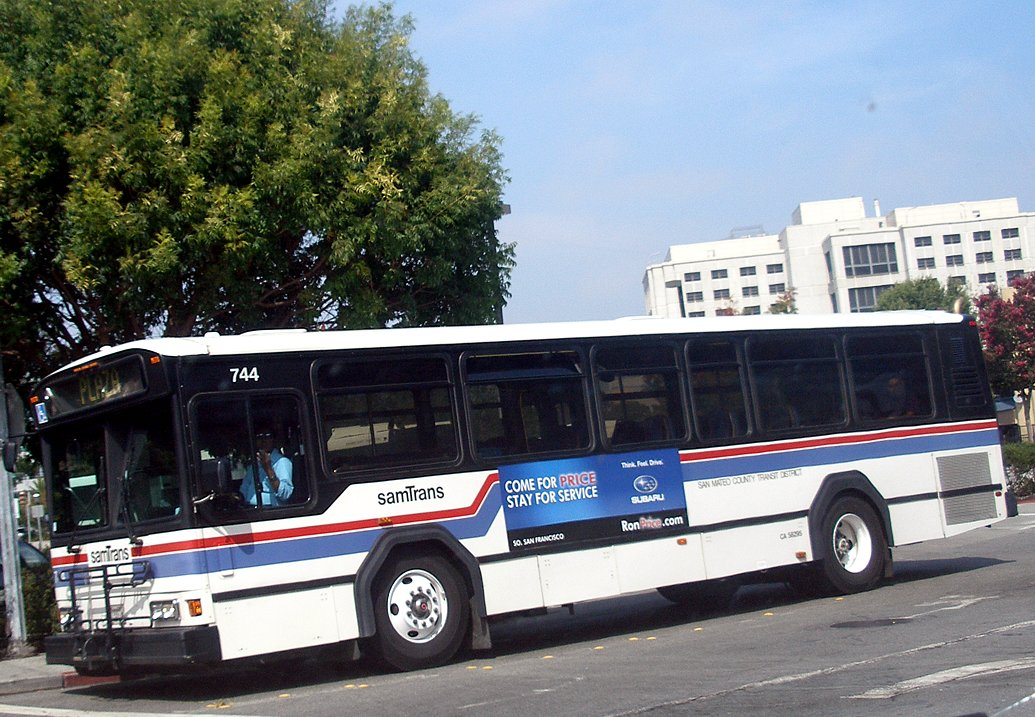
Gillig製造的Phantom巴士，SamTrans先前的車隊主力。

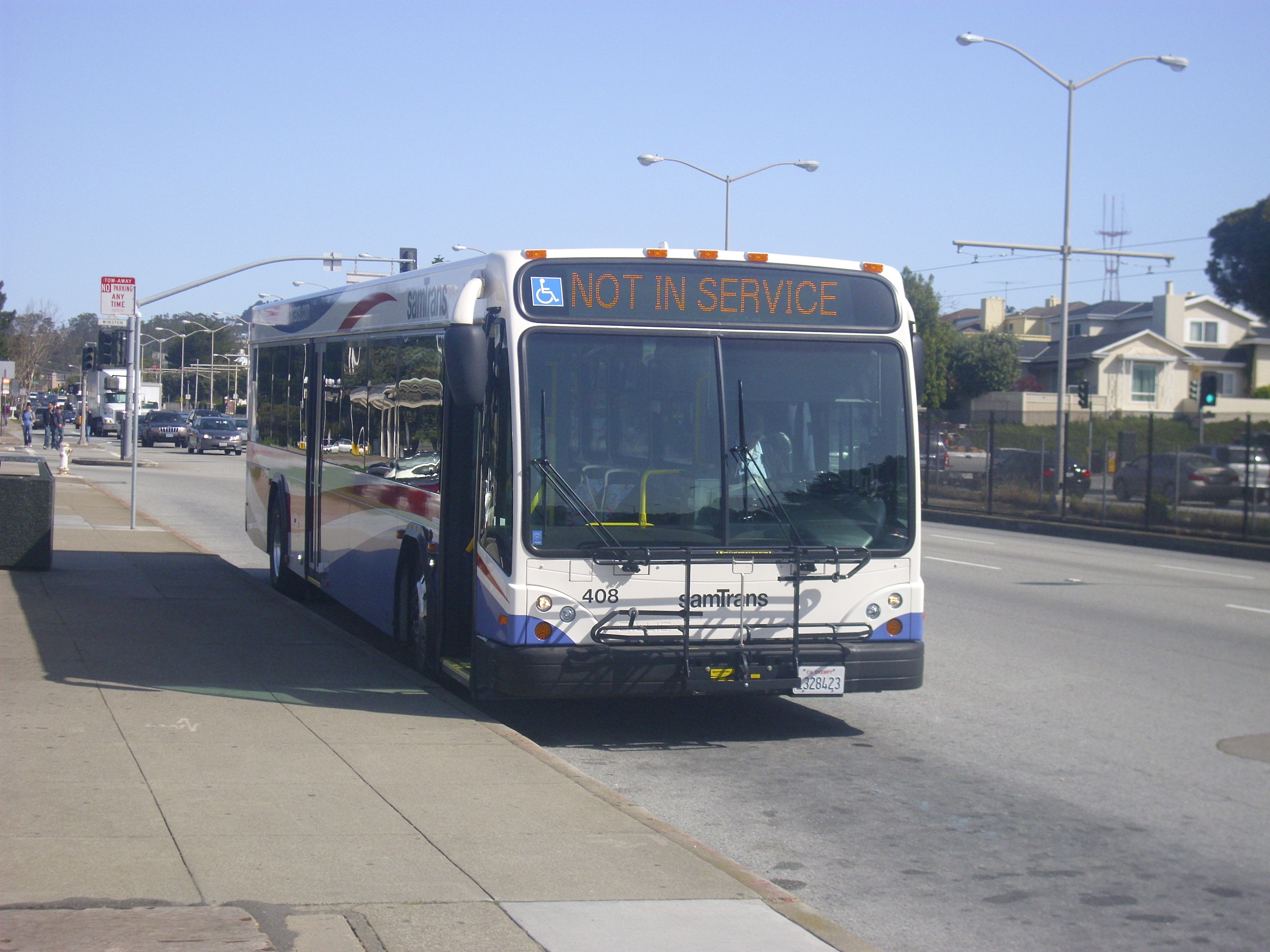
SamTrans最新型巴士Gillig BRT，使用於全部路線。

目前SamTrans服務涵蓋以下城市：阿瑟頓、貝爾蒙特、布里斯班、伯靈格姆、科爾馬、戴利城、東帕羅奧圖、福斯特城、半月灣、希爾斯伯勒、門洛公園、密爾布瑞、帕西菲卡、帕羅奧圖、紅木城、聖布魯諾、聖卡洛斯、聖馬刁郡、舊金山、南舊金山。多數路線可轉乘舊金山灣區捷運（BART）與加州列車（Caltrain）；並且有路線銜接舊金山市中心的舊金山跨灣轉運站與舊金山國際機場（SFO）。

### 路線編號
SamTrans於1999年8月重新編排了巴士路線，採用新的編號系統指示其服務類形、涵蓋區域、可轉乘軌道運輸服務。快捷巴士路線編號為一字母加上X。因預算緊縮，於2009年12月共用7條快捷巴士路線被刪除，僅存KX路線。
區域路線編號為二位數或三位數，少數有特別編號（例如：ECR）。二位數編號路線皆為社區服務路線，這些路線多數未連接軌道運輸車站，並於上課日營運。三位數編號路線，其第一位數字指出軌道運輸轉乘:
- 1 – 僅能轉乘BART（主要為戴利城、科爾馬、南舊金山、聖布魯諾的路線）
- 2 – 僅能轉乘加州列車（主要為密爾布瑞以南的路線）
- 3 – 可轉乘BART與加州列車（共兩條路線：ECR，服務區間介於帕羅奧圖與戴利市之間；397深夜時段服務舊金山與帕羅奧圖之間區段）

三位數編號路線的第二位數字，以及二位數編號路線的第一位數字，指出路線涵蓋區域：
- 1 – 海岸線（帕西菲卡、半月灣）
- 2 – 戴利城、科爾馬
- 3 – 布里斯班、南舊金山
- 4 – 聖布魯諾、密爾布瑞、伯靈格姆
- 5 – 聖馬刁、福斯特城
- 6 – 貝爾蒙特、聖卡洛斯
- 7 – 紅木城
- 8 – 門洛公園、東帕羅奧圖、帕羅奧圖
- 9 – 多城市服務

### 收費
收費標準日期：2012年6月4日，單位：美金
| 收費類別                                                                 | 單程  | 一日票 | 月票 |
| ------------------------------------------------------------------------ | ----- | ------ | ---- |
| 成人區域†                                                                | $2    | $5     | $64  |
| 成人（於舊金山搭乘292與397路線）                                         | $4    |        | $96  |
| 成人搭乘快捷巴士（舊金山國際機場以北的KX路線）                           | $5    | $165   |      |
| 青少年†（17歲以下）                                                      | $1.25 | $3.75  | $36  |
| 青少年（於舊金山搭乘292與397路線）                                       | $2.50 |        | $36  |
| 青少年搭乘快捷巴士（舊金山國際機場以北的KX路線）                         | $2.50 |        | $36  |
| Senior / Disabled / Medicare cardholder†                                 | $1    | $3     | $25  |
| 老年 / 身障 / Medicare卡持有者（於舊金山搭乘292與397路線）               | $2    |        | $25  |
| 老年 / 身障 / Medicare卡持有者搭乘快捷巴士（舊金山國際機場以北的KX路線） | $2.50 |        | $25  |

- † 區域費率適用於介於舊金山國際機場與聖馬刁郡其他停靠站之間的KX路線。

## 外部連結
- （英文）SamTrans官方網站（页面存档备份，存于）